# Sonia Egea Pérez
Sonia Egea Pérez (Badalona, 8 de maig de 1969) és una empresària i política catalana, diputada al Parlament de Catalunya en la IX legislatura i regidora a l'Ajuntament de Badalona.
Ha estudiat ciències polítiques i treballa com a empresària. El 1991 ingressà a la secció de Badalona del Partit Popular, del qual va ser assessora fins a 2007. A les eleccions municipals de 2007 fou escollida regidora de l'ajuntament de Badalona i representat del seu partit a l'Àrea Metropolitana de Barcelona. Va revalidar el càrrec de regidora a les eleccions municipals de 2011 i 2015.
El 2010 va ser candidat a diputada al Parlament de Catalunya en el número 15 de la llista. A finals de gener de 2012 va substituir en el seu escó Jordi Cornet i Serra, elegit diputat a les eleccions al Parlament de Catalunya de 2010. Fins al final de la legislatura ha estat secretària de la Mesa de la Comissió de Peticions del Parlament de Catalunya.
A les eleccions municipals de 2023 va anar de número 11 a la llista del Partit Popular a l'Ajuntament de Badalona i va ser elegida regidora. Amb el nomenament de Xavier García Albiol com a alcalde, Egea va ser designada regidora de les àrees de Transparència i Medi Ambient.